# Lactura calliphylla
Lactura calliphylla is een vlinder uit de familie van de Lacturidae. De wetenschappelijke naam van de soort is voor het eerst geldig gepubliceerd in 1903 door Turner.